# Gornji Zbilj
Gornji Zbilj falu Horvátországban Krapina-Zagorje megyében. Közigazgatásilag Desinićhez tartozik.

## Fekvése
Krapinától 14 km-re délnyugatra, községközpontjától 4 km-re délkeletre a Horvát Zagorje északnyugati részén fekszik.

## Története
A településnek 1857-ben 89, 1910-ben 153 lakosa volt. Trianonig Varasd vármegye Pregradai járásához tartozott. A településnek 2001-ben 56 lakosa volt.

## Külső hivatkozások
Desinić község hivatalos oldala